# 井上省三
井上 省三（いのうえ しょうぞう、弘化2年10月25日〈1845年11月14日〉 - 明治19年〈1886年〉12月14日）は、日本の実業家、技術者。明治時代初期の官吏。「日本の毛織物工業の父」と呼ばれた。

## 生い立ち
1845年11月14日（弘化2年10月25日）に厚狭郡宇津井村（現下関市）の庄屋である伯野家に次男として生まれ、同郡厚狭村（現山陽小野田市）の厚狭毛利家の家臣である井上家の養子となる。山口兵学校で蘭学を学び、奇兵隊隊長として倒幕に参加、1869年（明治2年）に木戸孝允と出会う。翌年に上京し、半年後に北白川宮能久親王に随行しドイツのベルリンへ留学。
当初は兵学を目的としていたが、殖産興業に変更し織物工場にて製絨技術を学ぶ。1875年（明治8年）に帰国し、内務省勧業寮へ出仕。官営の製絨所を設立する準備のために再びドイツへ向かい、機械の購入や技師を雇い入れ、1878年（明治11年）にシレジア州ザーガンの染色職人の娘と結婚して帰国。1879年（明治12年）、日本初となる毛織物工場「千住製絨所」が開業。初代所長となり日本の毛織物工業の礎を築いた。1886年（明治19年）2月13日に農商務少技長に任ぜられ、同年12月14日に病気で42歳で亡くなる。墓所は熱海市海蔵寺。

## 栄典
- 1886年（明治19年）
  - 7月8日 - 従六位[8]
  - 12月14日 - 勲六等単光旭日章[9]

## 銅像

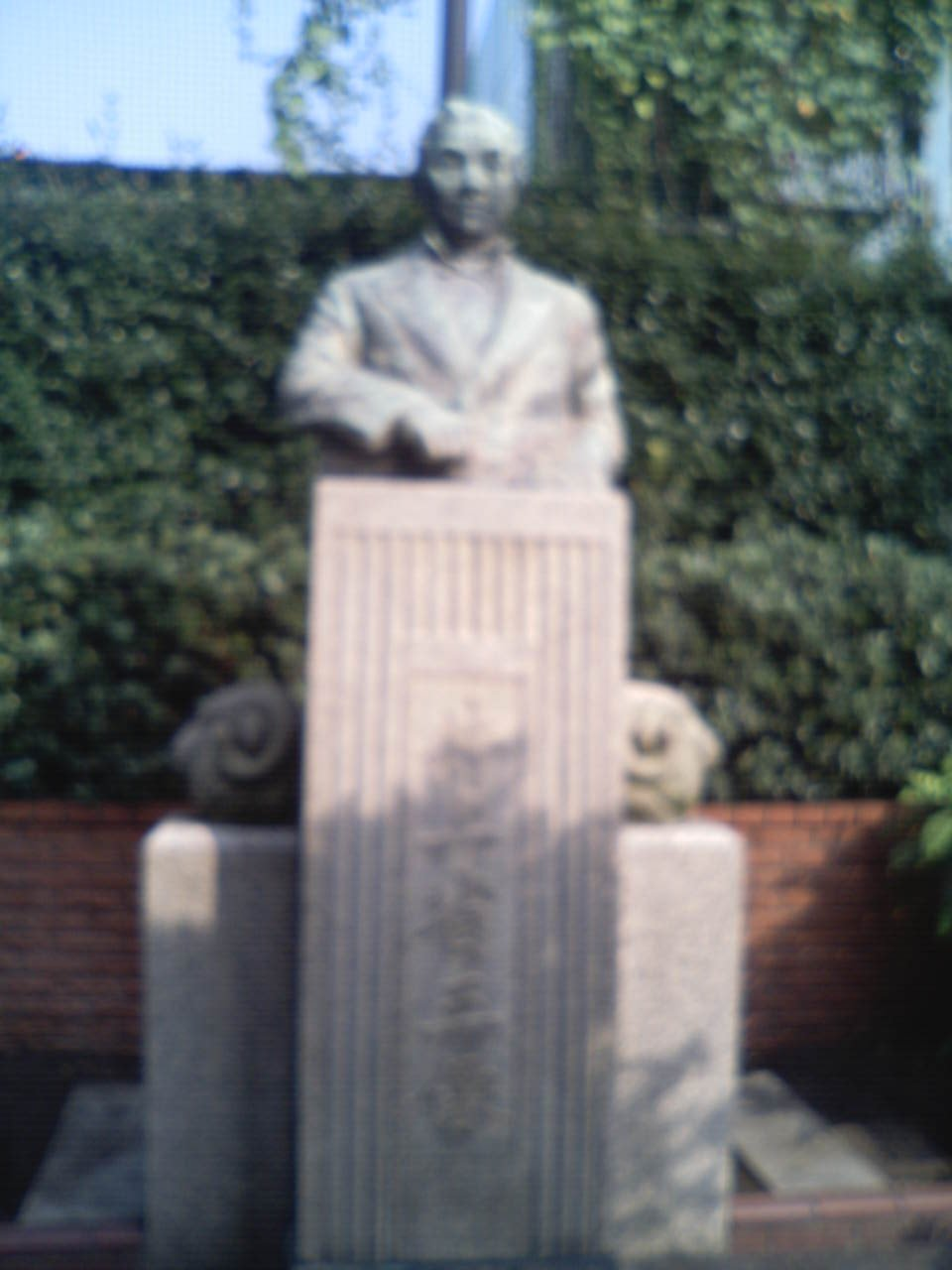
井上省三胸像

没後50年となる1936年（昭和11年）12月14日、千住製絨所構内に銅像が建設された。